# Guadalupe (Piauí)
Pour les articles homonymes, voir Guadalupe.
Guadalupe est une municipalité brésilienne de l’État du Piauí. En 2010, elle compte 10 268 habitants.

## Source
- (pt) Cet article est partiellement ou en totalité issu de l’article de Wikipédia en portugais intitulé « Guadalupe (Piauí) » (voir la liste des auteurs).